# Paralinhomoeus ilenensis
Paralinhomoeus ilenensis är en rundmaskart. Paralinhomoeus ilenensis ingår i släktet Paralinhomoeus, och familjen Linhomoeidae. Arten är reproducerande i Sverige.